# Ализ-Сент-Рен
Али́з-Сент-Рен (фр. Alise-Sainte-Reine) — коммуна во Франции, находится в регионе Бургундия. Департамент коммуны — Кот-д’Ор. Входит в состав кантона Венаре-Ле-Лом. Округ коммуны — Монбар.
Код INSEE коммуны — 21008. Названа в честь святой Регины, претерпевшей там мучения в III веке.
Место также известно тем, что здесь в 52 году до н. э. произошло генеральное сражение между Римскими войсками под командованием Гая Юлия Цезаря и галльскими племенами под руководством Верцингеторикса, окончившееся победой Рима, известное как битва при Алезии. Сражение стало завершающим этапом в восьмилетней кампании Рима по захвату Галлии, после окончательно превратившейся в римскую провинцию.

## Население
Население коммуны на 2010 год составляло 617 человек.
| 1962 | 1968 | 1975 | 1982 | 1990 | 1999 | 2010 |
| ---- | ---- | ---- | ---- | ---- | ---- | ---- |
| 699  | 755  | 707  | 717  | 667  | 674  | 617  |

## Экономика
В 2010 году среди 332 человек трудоспособного возраста (15—64 лет) 174 были экономически активными, 158 — неактивными (показатель активности — 52,4 %, в 1999 году было 52,0 %). Из 174 активных жителей работали 167 человек (85 мужчин и 82 женщины), безработных было 7 (4 мужчины и 3 женщины). Среди 158 неактивных 17 человек были учениками или студентами, 39 — пенсионерами, 102 были неактивными по другим причинам.